# Metuonis
Metuo- oder Metuonis (Lesearten: Mentonomon, Meconomon) ist eine in antiken Schriften vorkommende geografische Bezeichnung, mit der ein Gebiet im Küstenbereich des sogenannten Nordmeers bezeichnet wird. Erstmals wird dieser Name offenbar von Pytheas verwendet, der um 320 v. Chr. eine Seereise in den Norden unternahm und auf dieser Reise auch die Nordsee erreicht haben dürfte. Die Schriften des Pytheas sind nicht überliefert. Es wird lediglich in verschiedenen geschichtlich-geografischen Werken der Antike (z. B. bei Strabon und Plinius der Ältere) meist kritisch auf diese Schriften Bezug genommen.
Da Pytheas die Bezeichnung Mentuo(nis) im Zusammenhang mit dem Herkunftsort von Bernstein verwendet, wurde von einigen Autoren gemutmaßt, es könne sich auch um einen Teil der Ostseeküste, womöglich um das Samland handeln. Die allgemeine Lehrmeinung geht indes davon aus, dass Pytheas die Ostsee auf seiner Reise nicht erreicht hat.
Ältere Autoren, besonders der schleswig-holsteinische Philologe und Heimatforscher Detlef Detlefsen haben gemeint, das Wort Metuonis bedeute so viel wie Heuland = Marschland. Träfe diese Ableitung zu, wäre dies ein weiteres Indiz für eine Lokalisierung der Örtlichkeit Mentuo(nis) im Wattenmeer der Nordsee. Neuere Forschungen betonen aber, es handle sich vermutlich um ein proto-keltisch gefärbtes Wort *mēto- 'weich, fett', das sich mit der lateinischen Sumpfnamen Metia und dem lateinischen mītis 'weich' verbinden lässt, was sich gut mit einer Situierung im heutigen Wattenmeer vereinbaren lässt. Darüber hinaus berichten die antiken römischen Quellen, Pytheas habe in seinem Reisebericht ein Maß von 6.000 Stadien angegeben, bei dem es sich entweder um eine Entfernungsangabe von einem nicht eindeutig zu identifizierenden Standort aus handelt oder um eine Angabe, mit der die Ausdehnung von Metuo(nis) gemeint war. Ein römisches Stadium entspricht etwa 185 Metern, mithin handelt es sich hier um eine Strecke von gut 1.100 Kilometern. Als Entfernung zwischen einer Insel in der Nord- oder Ostsee und dem Festland kommt diese Angabe nicht in Betracht. Bei der in diesem Zusammenhang im Reisebericht des Pytheas genannten (Bernstein)Insel Abalus könnte es sich – wie von einigen Autoren vermutet – jedoch nicht um Helgoland gehandelt haben, sondern um eine einst der Halbinsel Eiderstedt vorgelagerte Insel, die vermutlich gegen Ende des letzten vorchristlichen oder im ersten nachchristlichen Jahrtausend untergegangen ist. Sie wird in geschichtlicher Zeit jedenfalls nicht mehr erwähnt. Die Entfernung zwischen dieser Insel und der Küste von Menuo(nis) wird bei Pytheas mit nur einer Tagesreise angegeben. Dieses Maß von 6.000 römischen Stadien kann somit nicht die Entfernung zwischen Abalus, selbst wenn es sich um Helgoland gehandelt haben sollte, und der Küste beschreiben, sondern es muss damit die Küstenlänge der Örtlichkeit Metuo(nis) gemeint sein. Zur Zeit der Reise des Pytheas könnte es sich dabei um den damals noch deutlich weiter landeinwärts liegenden Mündungstrichter der Elbe gehandelt haben. Es spricht daher nach vorherrschender Meinung vieles dafür, Metuo(nis) – grob lokalisiert – als den Teil der Nordseeküste anzusehen, den wir heute als Deutsche Bucht bezeichnen, bzw. – bei engerer Auslegung – als das alte Elbeästuar.
Dagegen hat aber Hermann Reichert jüngst auf guten Gründen argumentiert, Mentuo(nis) sei doch im Ostseegebiet zu suchen.
Angesichts der Quellenlage, insbesondere des Verlustes der Reiseberichte des Pytheas, bleiben aber die beiden nachvollziehbar begründeten Ableitungen spekulativ.